# Moçambique nos Jogos Olímpicos
Moçambique participou pela primeira vez dos Jogos Olímpicos em 1980. Participou de todas as edições dos Jogos Olímpicos de Verão desde então, mas nunca se classificou para os Jogos Olímpicos de Inverno em sua história.
A tabela abaixo exibe as duas medalhas (uma de ouro e uma de bronze) conquistadas por Moçambique em todas as edições dos Jogos Olímpicos de Verão.
| Ano  | Cidade  | Atleta                 | Prova           | Classificação |
| ---- | ------- | ---------------------- | --------------- | ------------- |
| 1996 | Atlanta | Maria de Lurdes Mutola | Atletismo: 800m | Bronze        |
| 2000 | Sydney  | Maria de Lurdes Mutola | Atletismo: 800m | Ouro          |